# Darryl Cunningham
Darryl Cunningham (Yorkshire, Reino Unido, 1960) es un escritor y dibujante británico. 

## Biografía
Graduado en la Universidad de Bellas Artes de Leeds, se inició en el mundo del cómic, con obras de suspenso como Meet John Dark junto a Simon Gane. También es el creador de webcómics como Super-Sam and John-of-the-Night o The Streets of San Diablo.
A fines de la década de 1990 se alejó de los cómics, pero no tardó en regresar con una serie de libros de periodismo gráfico en los que usa el medio de los cómics para profundizar en temas difíciles. Su libro "Cuentos psiquiátricos" (Blank Slate, 2010), profundiza en los misterios de los trastornos mentales.

## Obras
- Psychiatric Tales: Eleven Graphic Stories about Mental Illness; 2011
- How to Fake a Moon Landing: Exposing the Myths of Science Denial; 2013
- Science Tales: Lies, Hoaxes and Scams (Pseudociencia); 2014
- Supercrash: How to Hijack the Global Economy; 2014
- The Age of Selfishness: Ayn Rand, Morality, and the Financial; 2015
- Graphic Science: Seven Journeys of Discovery; 2017
- Billionaires: The Lives of the Rich and Powerful (Multimillonarios); 2021
- Putin's Russia (La Rusia de Putin); 2022